# Skulpturen und Objekte in Lübeck
Skulpturen und Objekte in Lübeck listet panoramafreie Skulpturen und Objekte in der Stadt Lübeck, die nicht als Denkmal an eine bestimmte Person oder ein bestimmtes Ereignis erinnern. Da sie oft namenlos sind, werden sie hier den alphabetisch aufgeführten Künstlern zugeordnet. Soweit sich mit einem Denkmal eine bestimmte Person oder ein historisches Ereignis verbindet, sollte es in der Liste Erinnerungs- und Denkmale in Lübeck eingetragen sein.

## Uwe Appold
- Turner
- Entstehung: 1985
- Material: Edelstahl und Aluminium
- Standort: Vor der Mehrzweckhalle der Realschule Travemünde am Steenkamp

## Gerhard Backschat

### Begehbare Spielplastik
- Entstehung: 1974
- Material: Beton
- Standort: Als Kunst am Bau an der Realschule Schlutup in Lübeck-Schlutup

### „Wachstum“
- Entstehung: 1975
- Material: farbig beschichtetes Stahlrohr
- Standort: Kunst am Bau der Heimstätten GmbH am Mönkhofer Weg 63

### „Creare“
gestaltet gemeinsam mit Erich Lethgau
- Entstehung: 1977
- Material: Beton, teilweise mit Farbbeschichtung
- Standort: Campus der Universität zu Lübeck beim Transistorium

### Freie Plastik
gestaltet gemeinsam mit Erich Lethgau
- Entstehung: 1981
- Material: farbig beschichteter Beton
- Standort: Behördenhochhaus in der Possehlstraße

## Ernst Barlach
- Gemeinschaft der Heiligen bestehend aus den drei Figuren: Frau im Wind, Bettler, Singender Klosterschüler.
- Material: Hart gebrannter Ziegellehm (Klinker)
- Standort: Nischenfiguren in der Westfassade der Katharinenkirche

## Christa Baumgärtel

### „Eva“
- Entstehung: 1983 beim Lübecker Bildhauersymposion 1983
- Material: Cottaer Sandstein, ein Elbsandstein aus der Region um Pirna
- Standort: Bürgergärten, im Garten des Heiligen-Geist-Hospitals

### Seehund
- Entstehung: Geschenk der Possehl-Stiftung 1990
- Material: Bronze
- Standort: Vor dem Museum für Natur und Umwelt Lübeck

## Fritz Behn

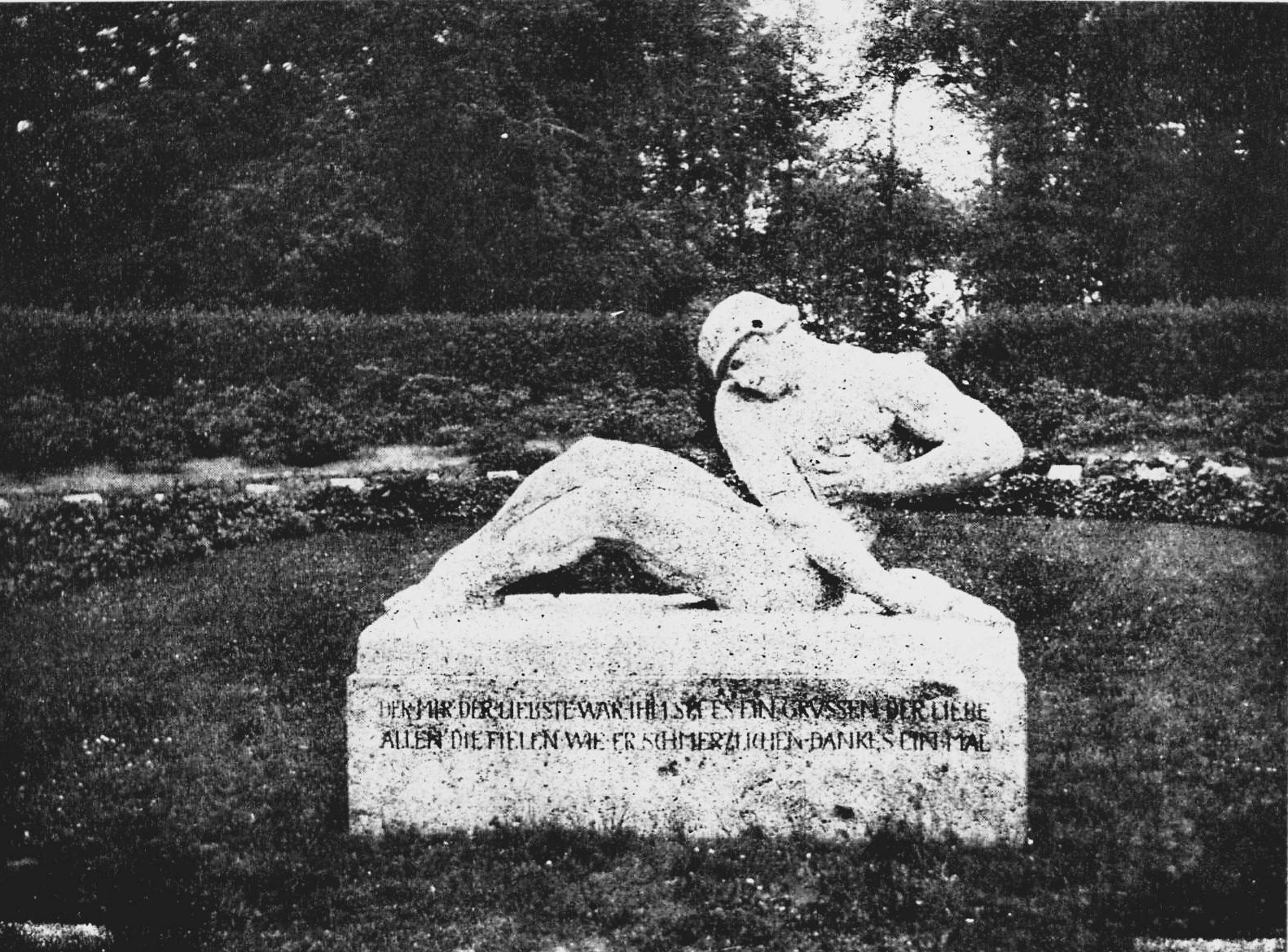
Der sterbende Krieger
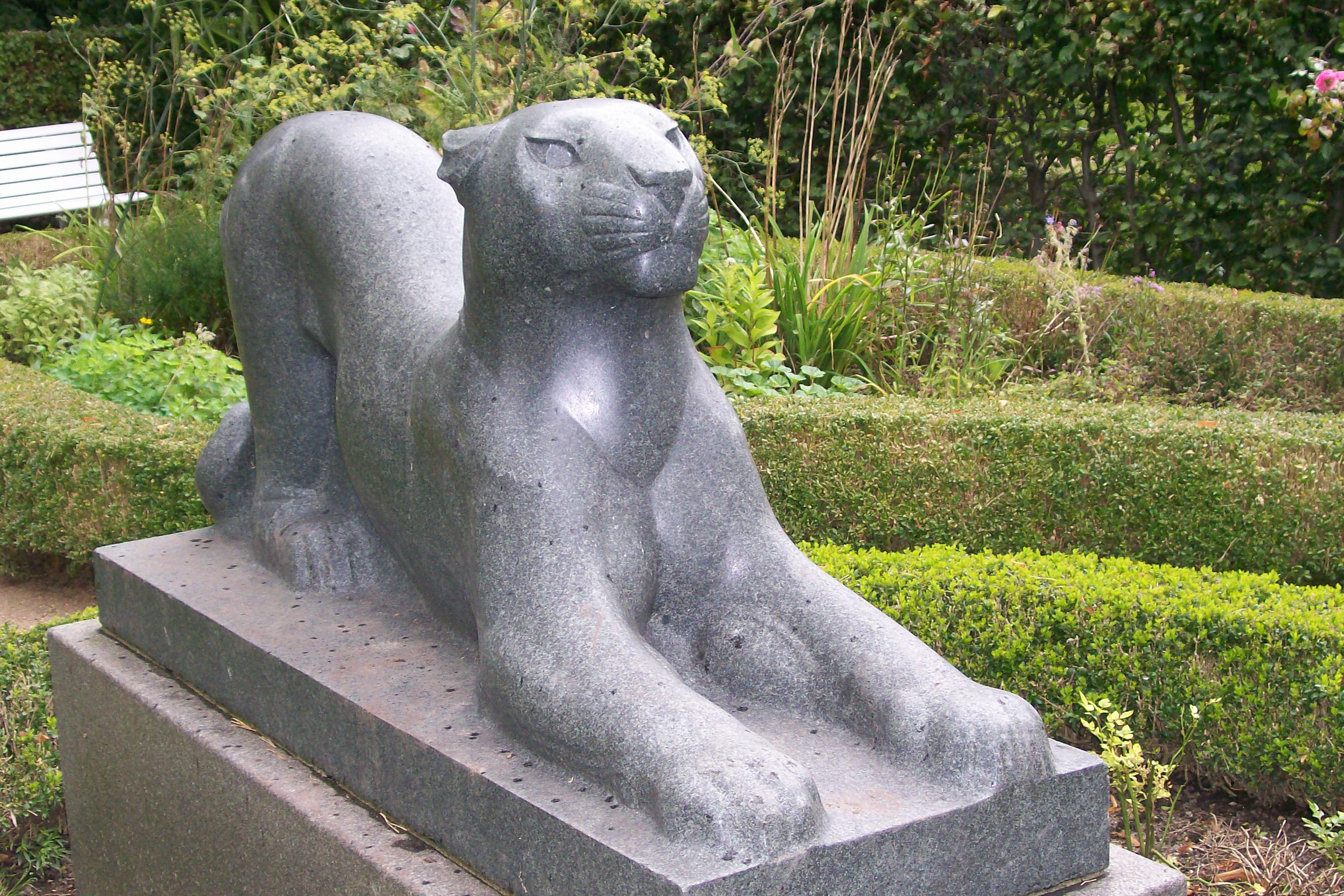
Panther im Schulgarten Lübeck
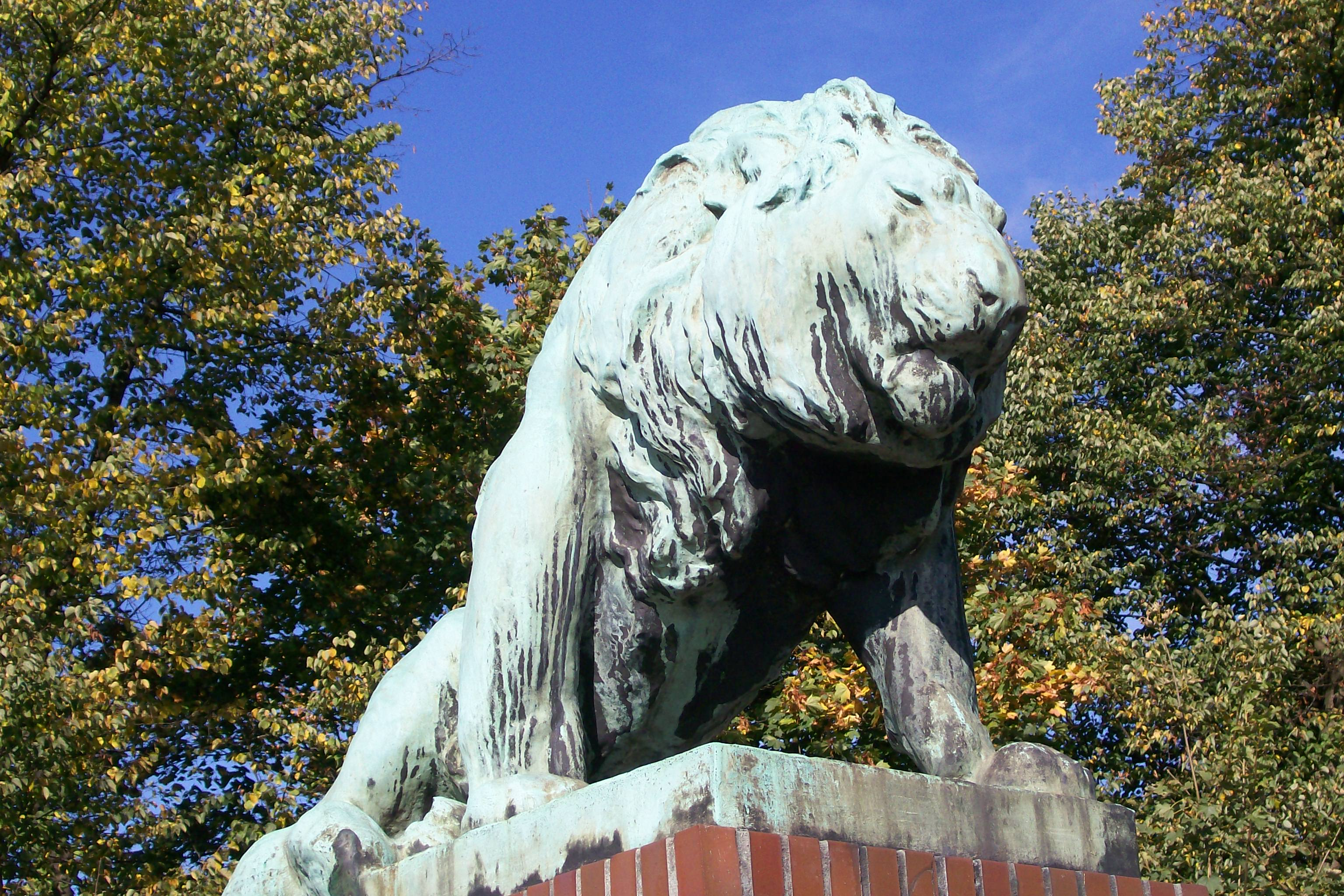
Linker Burgtorlöwe
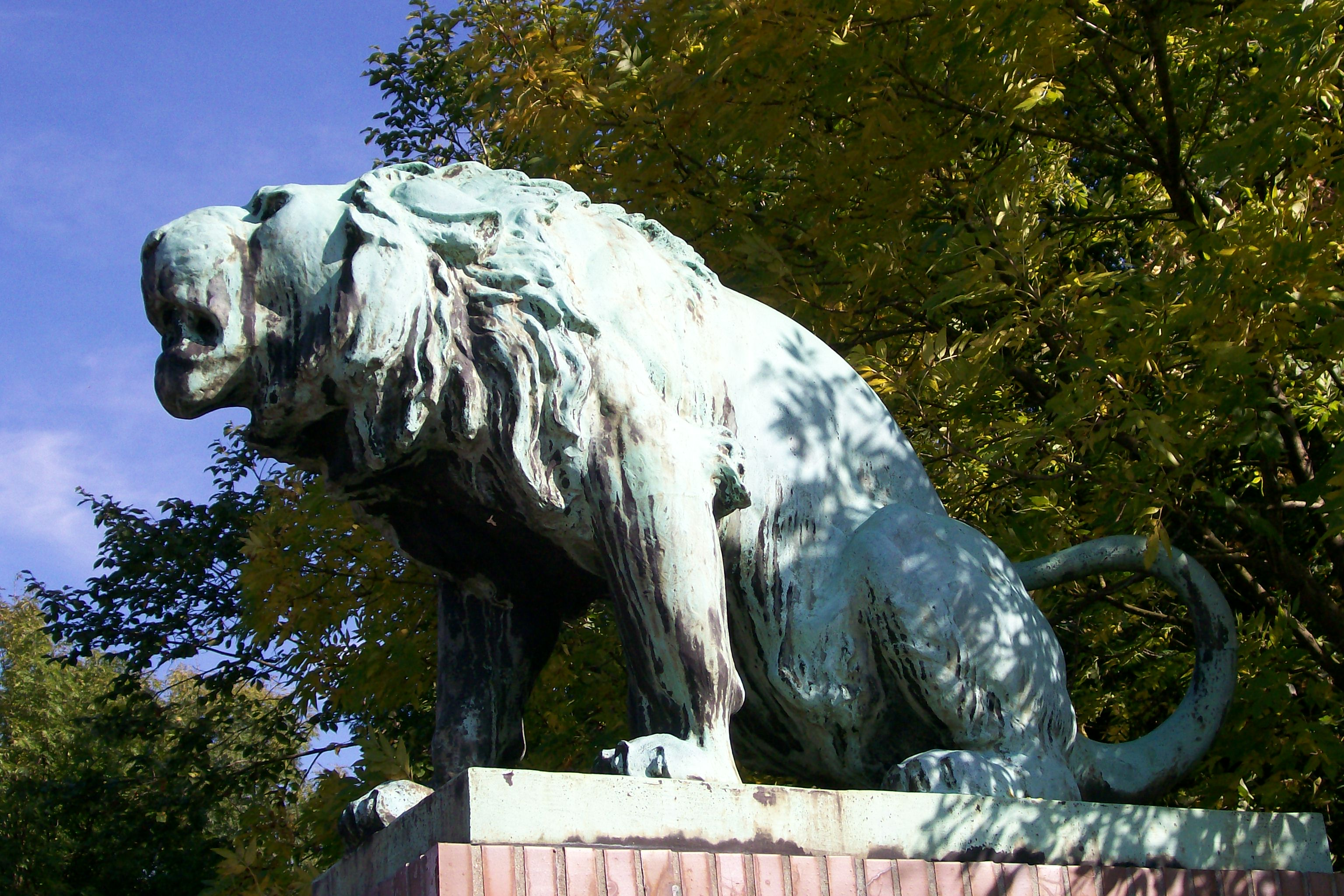
… und der rechte
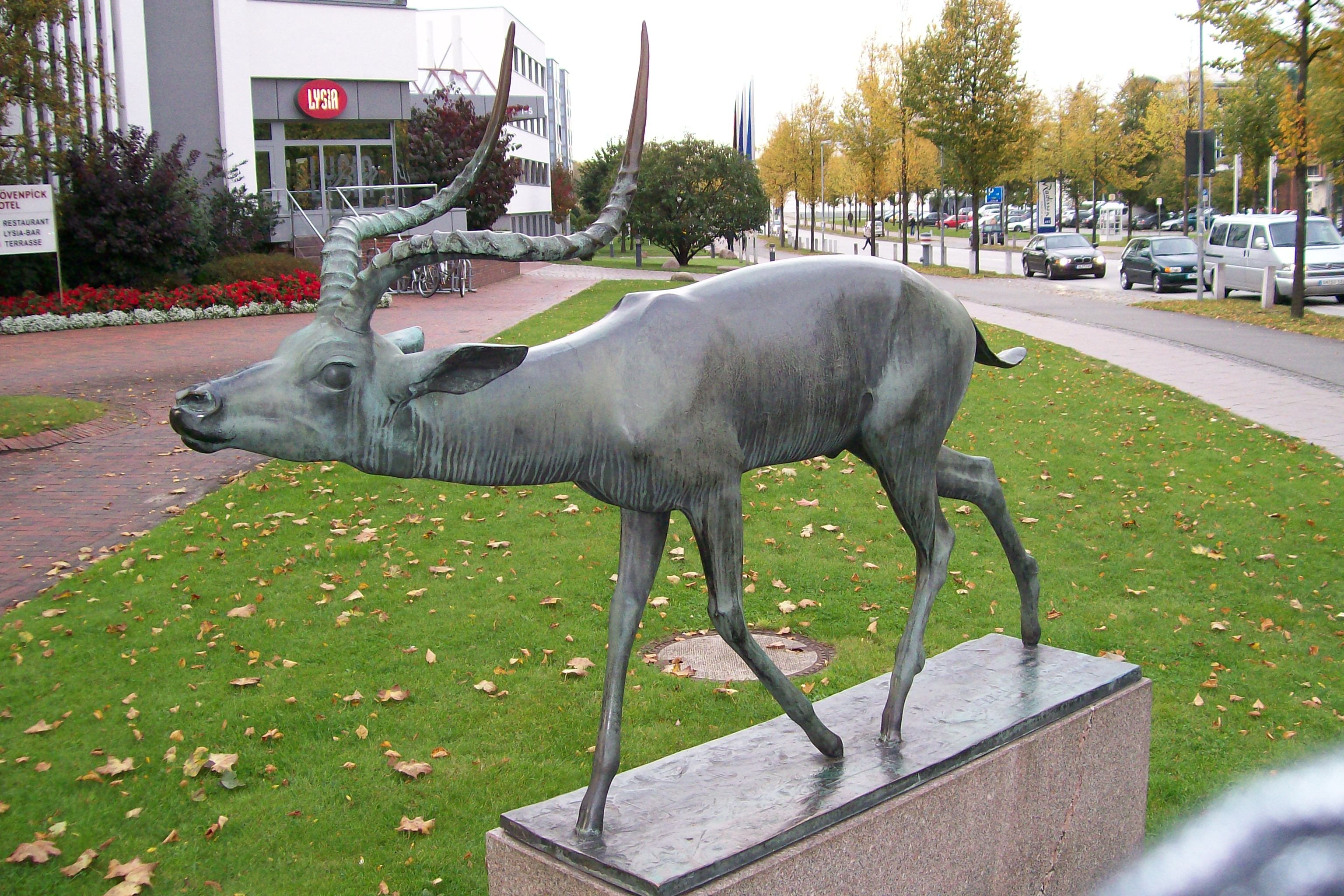
Schreitende Antilope in der Nähe des Lübecker Holstentores

### „Schreitende Antilope“
- Entstehung: Um 1925
- Material: Bronzeguss
- Standort: Vor dem Hotel am Holstentor

### Löwen auf der Burgtorbrücke
- Entstehung: Um 1905
- Material: Bronzeguss
- Standort: Diese Kolossalstatuen von zwei sitzenden Löwen wachen auf der Burgtorbrücke über den Elbe-Lübeck-Kanal, auf der stadtauswärtigen Seite zum Burgfeld.

### „St. Johannis“
- Entstehung: 1907
- Material: Bronzeguss
- Standort: Schulhof des Johanneums befindet sich der mit der Johannes-der-Täufer-Statue geschmückte Brunnen; insoweit ein Versehen des Künstlers, als der Name der Schule vom St.-Johannis-Kloster und damit von St. Johannes dem Evangelisten herrührt.

### „Panther“
- Entstehung: 1934, Ankauf durch die Stadt 1960
- Material: Lamprophyr vom Ochsenkopf im Fichtelgebirge
- Standort: Im Schulgarten, früher Eschenburg-Park

### „Fauchender Leopard“
- Entstehung: 1932
- Material: Bronzeguss C. Leyrers aus München, der auf einem Backsteinsockel steht.
- Standort: Garten des Behnhauses der Bürgergärten

### „Reh“
- Entstehung: 1934
- Material: Bronzeguss
- Standort: Eingang der Außenstelle der Stadtbibliothek in Lübeck-Schlutup

### „Sterbender Krieger“
- Entstehung: 1919
- Material: Muschelkalk
- Standort: Ehrenfriedhof

Vorderseiteninschrift:
Der mir der Liebste war ihm sei es ein Grüssen der Liebe

allen die fielen wie er schmerzlichen Dankes ein Mal
(Vers von Otto Anthes)
Rückseiteninschrift:
Dem Gedenken

 Dr. jur. Hans Küstermann

 Gefallen im Priesterwald 1915.

## Ulrich Beier

### Brunnenanlage
- Entstehung: 1973
- Material: Basaltlava aus der Eifel
- Standort: Schulhof der Grundschule Karavellenstraße in Lübeck-Buntekuh

### Thomas-Mann-Stein
- Entstehung: 1975
- Material: Marmor aus Griechenland auf schwarzem Basalt als Stele
- Standort: vor dem ehemals Mannschen Wohnhaus Breite Straße 38. Stiftung der Landesbank Schleswig-Holstein als Literaturdenkmal zum 100. Geburtstag des aus Lübeck gebürtigen Dichters und Nobelpreisträgers Thomas Mann vor dem 2008 abgebrochenen Bankgebäude, nunmehr vor dem Kaufhausneubau an der Ecke Breite Straße/Beckergrube.

### Bodensonnenuhr mit dreiteiliger Gnomongruppe
- Entstehung: 1977
- Material: Basaltlava aus der Eifel
- Standort: Schulzentrum Lübeck-Kücknitz, ausgezeichnet mit dem Junior-Baupreis Kunst und Architektur 1980

## Franz Bernhard
- Vitale Liegende
- Entstehung: 1990
- Material: Stahl
- Standort: Vor dem Arbeitsamt am Berliner Platz

## Alwin Blaue
- Neptun-Werbemal
- Entstehung: 1930
- Material: Terrakotta, gebrannt bei Villeroy & Boch in der Manufaktur des Werkes Dänischburg, auf Sockel aus Klinkern
- Standort: Lübecker Wallanlagen bei der Freilichtbühne unweit der Wipperbrücke über die Trave

## Klaus Bösselmann
- Windfahne
- Entstehung: 1978
- Material: Schmiedearbeit aus Stahl, feuerverzinkt und gestrichen
- Standort: Kunst am Bau des ehemaligen Abfertigungsterminals am Skandinavienkai
- Verbleib: ?

## Dietrich Jürgen Boy
- Der Frieden und andere Allegorien, insgesamt acht Figuren und vier Vasen
- Entstehung: 1774–1778
- Material: Elbsandstein aus Sachsen, seit 1985 Kopien aus Steinersatz (Elemente die bedingt aus vorhergehenden Akten des Vandalismus fehlten – Lupe der Vorsicht, Sperr des Römischen Rechts, Ölzweig des Friedens, … - wurden bei den Remakes nicht beachtet)
- Standort: Puppenbrücke in den Lübecker Wallanlagen vor dem Holstentor. Dort stehen heute Kopien, die Originale befinden sich im St.-Annen-Kloster Lübeck.

## Heinrich Brand

### „Begegnung“
- Entstehung: 1975
- Material: Bronze
- Standort: Kunst am Bau der Heimstätten GmbH in der Hugo-Distler-Straße 3

### „Schilderwald“
- Entstehung: 1977
- Material: Handelsübliche Verkehrsschilder aus Aluminium an Stahlmasten
- Standort: Schulhof der Paul-Gerhard-Schule

### „Verbindungen“
- Entstehung: 1980/1981
- Material: Stahlrohre
- Standort: Finanziert aus Bundesmitteln eines Pilotprojekts „Künstler – benachteiligte Personengruppen“ als Kunst am Bau beim Berufsfortbildungswerk, Kaninchenborn 1–7

### „Zuneigung“
- Entstehung: 1982
- Material: Bronze auf Granitstele
- Standort: Kunst am Bau der Heimstätten GmbH im Achternhof 23–31

### „Der Tiger“
- Entstehung: 1983
- Material: Bronze
- Standort: Grünanlage östlich des Johanneums, beim alten Refektorium des Johannisklosters

## Marianne Brand
- Flötespielen und Lauschen
- Entstehung: 1970
- Material: Terrakotta auf Backsteinsockel
- Standort: In den Bürgergärten hinter dem Gesellschaftshaus der Gesellschaft zur Beförderung gemeinnütziger Tätigkeit vor dem Pavillon der Lübecker Knabenkantorei

## Gerhard Brandes
- Aufsteigende Form
- Entstehung: 1970
- Material: Treibarbeit in Kupfer auf geschweißter Messing-Unterkonstruktion
- Standort: Technische Hochschule Lübeck im Mönkhofer Weg 136–140

## Bård Breivik
- Fallen Shadow
- Entstehung: 1983 beim Lübecker Bildhauersymposion
- Material: Schwedischer Basalt
- Standort: Garten der Gesellschaft zur Beförderung gemeinnütziger Tätigkeit der Bürgergärten

## Anatol Buchholz
- Spiel- und Sitzplastik
- Entstehung: 1975
- Material: Eiche
- Standort: Vor der Schule am Koggenweg

## Statius von Düren
- Entstehung: um 1550
- Material: Bauplastik der Renaissance aus Terrakotta in serieller Fertigung
- Standorte: Diverse in der Altstadt; siehe Hauptartikel über den Künstler

## Georg Engst

### Bodenrelief
- Entstehung: 1976
- Material: Marmor
- Standort: Hans-Christian-Anderson-Schule in Lübeck-Moisling

### „Kreative Stele“
- Entstehung: 1985
- Material: Bronze, gewalzt und geschweißt
- Standort: Vor dem Telekom-Gebäude in der Fackenburger Allee in St. Lorenz-Nord

## Uta Falter-Baumgarten
- 6 Reliefs: Die Familie, Die Gemeinschaft, Die schöne Stadt Lübeck, Die Zeit, Das (blinde) Glück, Die Gerechtigkeit
- Entstehung: 1981
- Material: Terrakotta
- Standort: Am Haus Braunstraße 25

## Bruno Fischer-Uwe
- Alt-Lübeck und das Mönch-Wesen
- Entstehung: 1976
- Material: Stahlband und Kupfer
- Standort: Privathaus Mönkhofer Weg 52

## Lothar Fischer

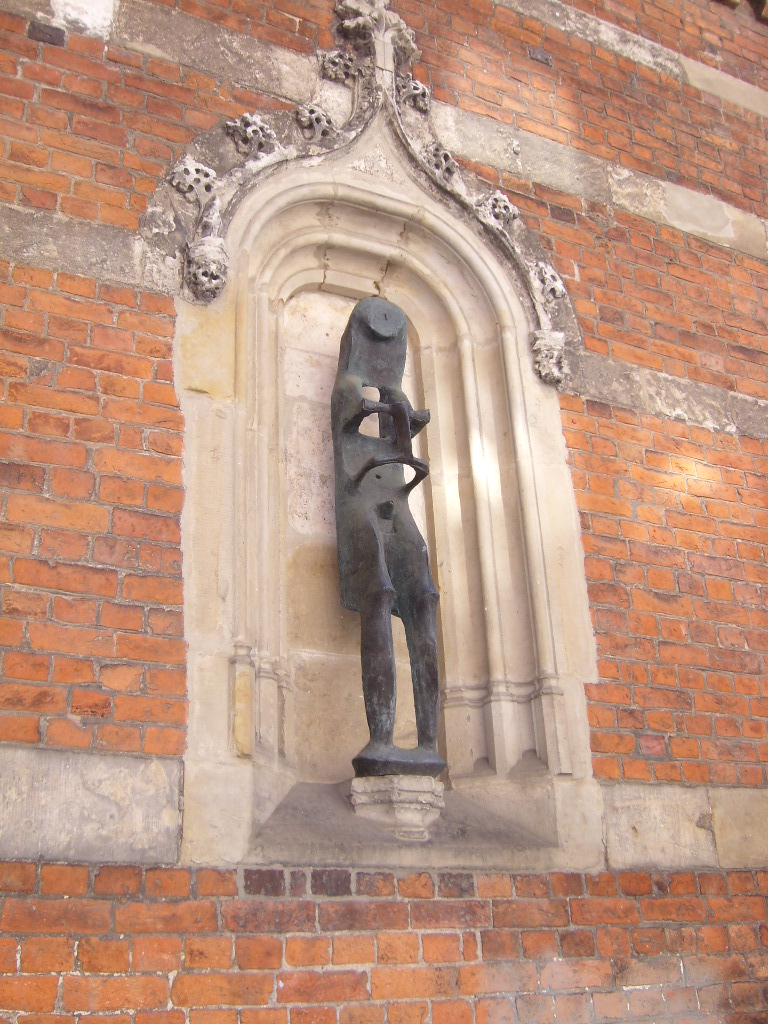
Adam
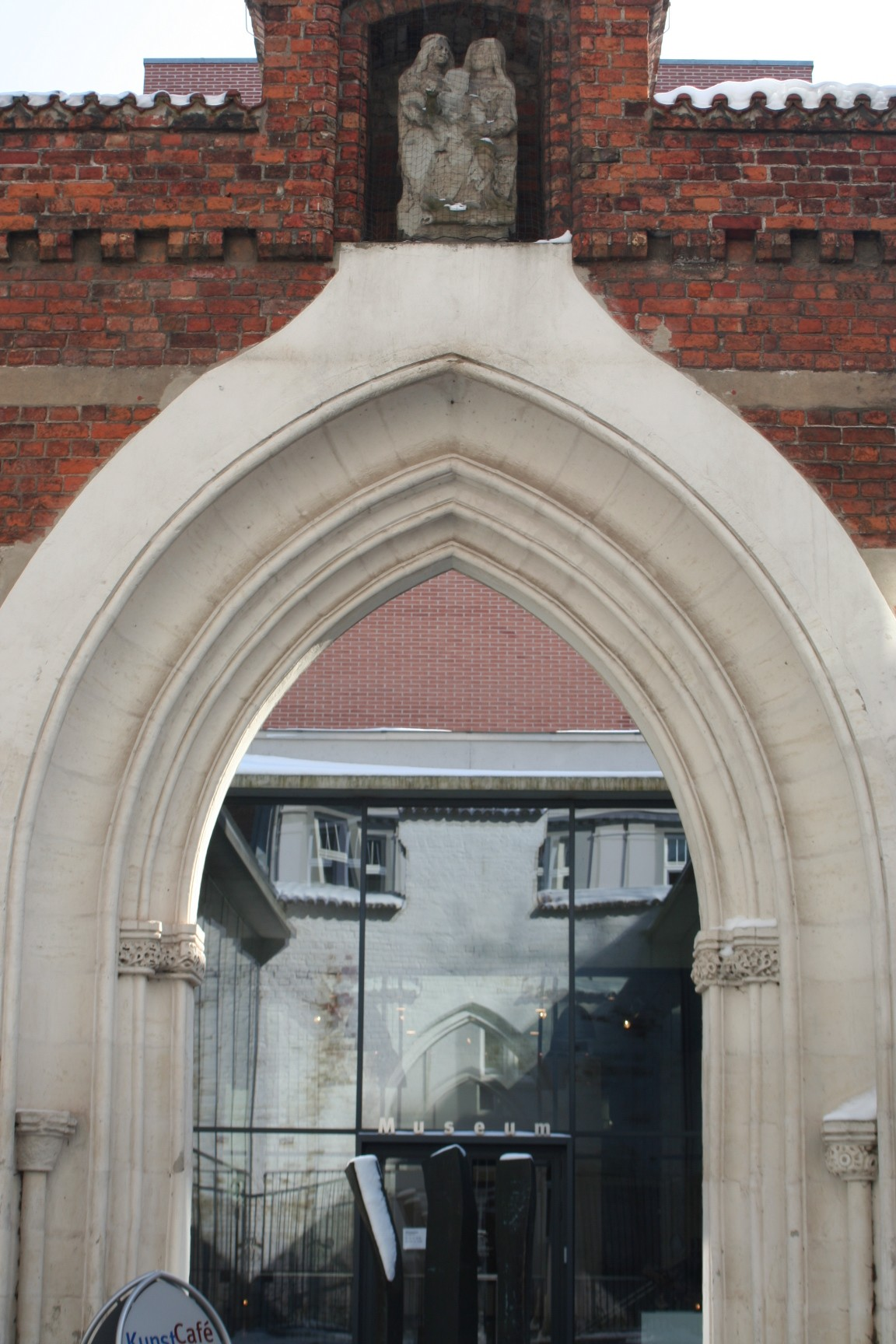
St. Annen-Portal
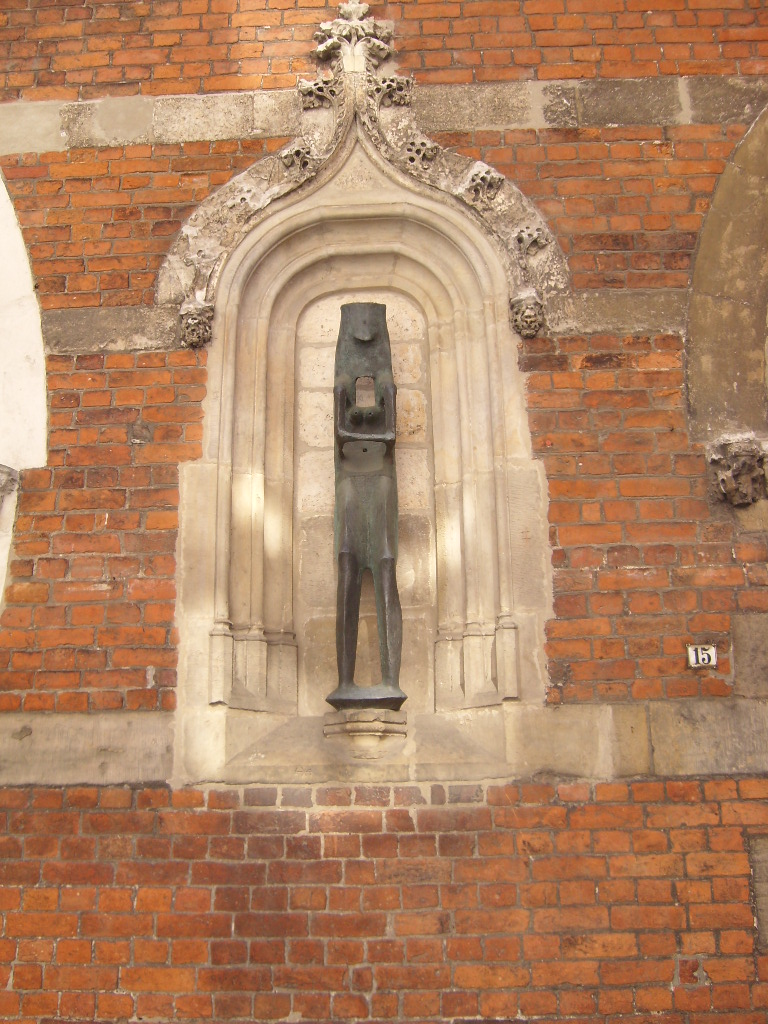
Eva

### „Adam und Eva“
- Entstehung: 2002/2003
- Material: Bronze
- Standort: Naturstein-Blendnischen der ehemaligen Westfassade der St. Annenkirche links und rechts des Eingangsportals zum Vorhof des St.-Annen-Museums

## Walli Gebhard-Linke

### „Schülerin“
- Entstehung: 1960
- Material: Kalkstein aus Jugoslawien
- Standort: Kunst am Bau auf dem Schulhof der Fröbelschule

### „Die Lauschende“
- Entstehung: 1962 als Kunst am Bau
- Material: Savonnières-Kalkstein
- Standort: Grundschule Roter Hahn in Lübeck-Kücknitz

### „Hans im Glück“
- Entstehung: 1966
- Material: Bronze
- Schule Tremser Teich (ehemals Schule Vorwerk)

## Karl Geiser
- Mädchengruppe
- Entstehung: 1965
- Material: Bronzeguss (Nachguss), Original zwischen 1926 und 1938 für ein Gymnasium in Bern
- Standort: Stiftung des Lübecker Ehrenbürgers Rodolfo Groth in der Grünanlage am Gustav-Radbruch-Platz (Burgfeld)

## Karlheinz Goedtke

### „Katze“
- Entstehung: 1961
- Material: Bronzeguss auf Sockel aus Marmor
- Standort: Falkenstraße 9 in Lübeck, im Hauptgebäude der Neuen Lübecker eG

### „Robbenpärchen“
- Entstehung: 1961
- Material: Bronzeguss auf Sockel aus Granit
- Standort: Lofotenweg Ecke Nordmeerstraße in Lübeck Travemünde, am Bau der Neuen Lübecker eG

### „Spielende Bären“
- Entstehung: 1960
- Material: Kunststeinguss auf Sockel aus Terrazzo
- Standort: Altenheim Dreifelderweg

### „Auffliegender Vogelschwarm“
- Entstehung: 1963
- Material: „Möwen“schwarm in Bronze auf Sockel aus Kunststein als Kunst am Bau durch die Oberpostdirektion Hamburg
- Standort: Ehemals vor dem abgerissenen Postamt am Lübecker Hauptbahnhof, heute überbaut durch die Linden-Arcaden
- Verbleib: Lübeck Roggenhorst, Hutmacherring 16 vor der Post

### „St. Jürgen“
- Entstehung: 1964
- Material: Bronzeskulptur des Stadtteilpatrons St. Jürgen auf Betonsockel
- Standort: St.-Jürgen-Realschule

### „Das Gespräch der Nachbarn“
- Entstehung 1986 (WkVZ Nr. 186)
- Material: Gruppe aus Bronze, Höhe ca. 210 cm
- Standort: Wohnanlage Lübecker Bauverein, Theodor-Heuss-Str., Lübeck

### „Pony-Reiter“
- Entstehung: 1966
- Material: Bronze auf Granitsockel
- Standort: Oldenburger Straße / Ecke Bornhövedstraße als Kunst am Bau der Heimstätten GmbH

### „Drei Reiter“
- Entstehung: 1969
- Material: Bronze auf Granitsockel
- Standort: Am Behnckenhof 14, als Kunst am Bau der Heimstätten GmbH

### „Der Rabe und der Fuchs“
- Entstehung: 1974
- Material: Bronzestatue in einer Brunnenanlage aus Beton
- Standort: Kunst am Bau der Heimstätten GmbH im Behaimring 1–7

### „Zwei Hähne“
- Entstehung: 1974
- Material: Bronze auf Granitsockel
- Standort: 1982 als Kunst am Bau durch die Heimstätten GmbH für den Achternhof 23–31 erworben

## Rolf Goerler

### „Seezeichen“
- Entstehung: 1970
- Material: Drei Stelen aus Eiche
- Standort: Innenhof der Technischen Hochschule Lübeck in der Stephensonstraße 1

### „Zimmerleute und Maurer“
- Entstehung: 1982
- Material: Kalkstein-Skulpturen aus Gotland-Kalkstein aus Kappelshamm im Norden der Insel
- Standort: Kunst am Bau für die Innung des Baugewerbes in Georg-Kerschensteiner-Straße 32

### „Merkur“
- Entstehung: 1985
- Material: Gotland-Kalkstein auf Bornholmer Granit
- Standort: Vor dem Merkurhaus in der Moislinger Allee 5–7

### „Der Teufel“
- Entstehung: 1999
- Material: Bronze
- Standort: Auf dem Marienkirchhof an der Marienkirche

## Claus Görtz

### „Sonntagsspaziergang“
- Entstehung: 2008
- Material: Holz und Bronze
- Standort: Wallstraße, auf einem Grundstück des Lübecker Bauvereins[1]

### Johannes Brahms
- Entstehung: 2012
- Material: Bronze
- Standort: Wiese am Weg von der Holstentorhalle zur Fußgängerbrücke in Richtung Musikhochschule[2]

## Ursula Hanke-Förster

### „Mutter und Kind“
- Entstehung: 1966
- Material: Bronze auf Granitsockel
- Standort: Ehemals als Kunst am Bau vor dem zwischenzeitlich abgerissenen Gesundheitsamt der Stadt Lübeck in der Schmiedestraße. Wieder aufgestellt vor dem Neubau des Gesundheitsamts in der Sophienstraße 2–8.

### „Balanceakt“
- Entstehung: 1967
- Material: Bronzeguss auf Betonsockel, finanziert durch die Possehl-Stiftung
- Standort: Brügmanngarten in Travemünde

### „Frau im Spiegel“
- Entstehung: 1970
- Material: Bronze
- Standort: Innenhof der Dorothea-Schlözer-Schule am Burgfeld

## Ursula Hensel-Krüger
- Roter Hahn
- Entstehung: um 1960 als Kunst am Bau
- Material: Bronze
- Standort: Lübeck-Kücknitz, Siedlung Roter Hahn, Ecke Ost-/Westpreußenring

## Jan Jastram
- Offene Stelen
- Material: Eichenholz
- Standort: Vor dem Gerichtshaus am Burgfeld

## Alfred Klosowski
- Keramikvögel
- Entstehung: 1974; inzwischen sanierungsbedürftig
- Material: Steinzeug, farbig lasiert, von Walther Zander nach der Idee Klosowskis gebrannt
- Standort: Kunst am Bau der heute zur Deutsche Annington gehörenden BIG-Heimbau an der Ecke Hamburger Straße/Hudekamp

## Sabine Klupsch
- Duckdalben
- Entstehung: 2015–2017
- Material: Eichenholz (aus alten Duckdalben recycelt)
- Standort: Am Priwallhafen, Travemünde

## Jan Koblasa

### „Kopfplastik“
- Entstehung: 1975
- Material: Beton
- Standort: Paul-Gerhardt-Schule

### „Arabella“
- Entstehung: 1983 beim Lübecker Bildhauersymposion
- Material: Marxgrüner Marmor aus Bayern
- Standort: Südlich des Ostchors des Lübecker Doms

### „Domtürme“
- Entstehung: 1983 beim Lübecker Bildhauersymposion
- Material: Anröchter Stein aus Westfalen
- Standort: Kirchhof auf der Nordseite des Doms

### „Drei Stehende“
- Entstehung: Bronzeplastik, 1980/81 Geschenk von Konsul Dietrich Schulz zur Eröffnung der Kunsthalle
- Standort: Vorhof des St.-Annen-Museums

## Hans Kock
- Flammenzeichen
- Entstehung: 1984
- Material: Granit aus der Oberpfalz
- Standort: 1984 von der Feuerwehr Lübeck bezogene Feuerwache 1 an der Auffahrt zur BAB 1 Lübeck-Mitte

## Georg Kolbe

### „Hände“
- Entstehung: 1939
- Material: Bronzeguss
- Standort: Vorwerker Friedhof

### „Verkündung“
- Entstehung: 1924
- Material: Bronzeguss
- Standort: Bürgergärten hinter dem Behnhaus

## Joseph Krautwald
- Die Mutter
- Entstehung: Um 1960
- Material: Muschelkalk aus Krensheim in Unterfranken
- Standort: Ehrenfriedhof

## Ludwig Kunstmann
- Relief
- Entstehung: 1937
- Material: Keramik
- Standort: Autobahnbrücke an der Fackenburger Allee

## Klaus Kütemeier
- Stehende weibliche Figur
- Entstehung: 1980
- Material: Schwarzes Gestein (Diabas)
- Standort: Garten des Museums Behnhaus der Bürgergärten

## Richard Kuöhl

### „Helm ab zum Gebet“
- Entstehung: 1924
- Material: Muschelkalk
- Standort: Ehrenfriedhof

## Thorbjørn Lausten

### „Lichtspiegel“
- Entstehung: 1994/1995
- Material: Neonröhren, Glasplatte und elektronisch kontrollierter Scheinwerfer
- Standort: Hansehalle[3]

## Vilma Lehrmann-Amschler

### „Spielende Kinder“ (1965)
- Entstehung: 1965
- Material: Bronze
- Standort: Liegewiese der Schwimmhalle Kücknitz

### „Spielende Kinder“ (1968/1)
- Entstehung: 1968
- Material: Bronze
- Standort: Kunst am Bau im Innenhof der Otto-Passarge-Schule

### „Spielende Kinder“ (1968/2)
- Entstehung: 1968
- Material: Bronze
- Standort: Kunst am Bau auf dem Schulhof der Mühlenweg-Grundschule in Lübeck-Moisling

## Peter Lei
- Gewachsene Form
- Entstehung: 1983
- Material: Granit aus der Oberlausitz
- Standort: Garten der Gesellschaft zur Beförderung gemeinnütziger Tätigkeit der Bürgergärten

## Erich Lethgau

### Gemeinschaftsarbeiten mit Gerhard Backschat
Siehe oben im Abschnitt Gerhard Backschat

### „Wegzeichen“
- Entstehung: 1979
- Material: Beton mit partieller Farbbeschichtung
- Standort: Hans-Christian-Andersen-Schule in Moisling, am Weg zur Sporthalle

## Rolf Lieberknecht
- Windkinetische Skulptur mit zwei Kreissegmenten
- Entstehung: 1985
- Material: Edelstahl
- Standort: Moislinger Allee 1–3

## Otto Mantzel

### „Die Hölle“
- Die Häuser der Nummer 15 bis 23 umschließen einen Hof. Der Volksmund gab diesem den Namen „Hölle“, da dieser vom Teufel, nämlich von einem Mitarbeiter mit dem Namen Dübel, gepflastert worden sei. Die humorvolle sich darauf beziehende Terrakottatafel befindet sich an dem Haus Nr. 23.
- Entstehung: 1936
- Material: Terrakottarelief
- Standort: In der Straße Fegefeuer, die auf das Paradies des Lübecker Domes zuführt

### „Froschkönig“
- Standort: am Froschteich des Lübecker Stadtparks nahe der Roeckstraße

## Gerhard Marcks
- Gemeinschaft der Heiligen mit Schmerzensmann, Brandstifter, Jungfrau, Mutter und Kind, Kassandra und Prophet als Vollendung des von Ernst Barlach begonnenen Frieses.
- Entstehung: 1949
- Material: Hart gebrannter Ziegellehm (Klinker)
- Standort: In den Blendnischen der Westfassade der Katharinenkirche

## Johannes Michler
- Brunnen Der goldene Sod
- Entstehung: 1991
- Material: Stein
- Standort: Ecke Breite Straße/Mengstraße

## E. Müller (wohlErnst Müller-Braunschweig)
- Signierte Brunnenplastik Wasserschöpfendes Mädchen eines nicht näher dokumentierten Künstlers im Jugendstil, von den Lübeckern „Dorothea“ genannt.
- Entstehung: zwischen 1910 und 1920
- Material: Granit aus dem Fichtelgebirge
- Standort: Schulgarten

## Heinz Neumann
- Sieben Türme
- Entstehung: 1970
- Material: Edelstahl feuerverzinkt
- Standort: als Kunst am Bau der Neuen Heimat im Einkaufszentrum Buntekuh

## Waldemar Otto
- Drehtür
- Entstehung 1983
- Material Bronzeguss
- Standort: Breite Straße beim T-Punkt
- Geschenk der Possehl-Stiftung an das Museum für Kunst und Kulturgeschichte der Hansestadt Lübeck (1987)

## Hans Pieper

### Tierkreiszeichen-Brunnen
- Entstehung: 1939
- Material: Terrakotta, ausgeführt durch die Hansische Bau- und Kunsttöpferei Karl Gieth und Karl Klippel in Lübeck
- Standort: Geibelplatz in der Königstraße, neben dem Heiligen-Geist-Hospital am Koberg (das zentrale Sonnenrad und die umgebenden Tierkreiszeichen wurden in den 1990er Jahren entfernt)

### „Die zwölf Tierkreiszeichen“
- Entstehung: 1939
- Material: Terrakotta, ausgeführt durch die Hansische Bau- und Kunsttöpferei Karl Gieth und Karl Klippel in Lübeck
- Standort: Sana-Kliniken (ehemaliges Krankenhaus Süd), hinter dem Verwaltungsgebäude

## Jörg Plickat

### Ohne Titel
- Entstehung: 2012, beim Internationalen Bildhauersymposium „Sculptors United“ während der Fehmarnbelt Days[4]
- Material: Granit aus Schweden
- Standort: Grünanlage Konrad-Adenauer-Straße/Lindenplatz

## Erich Prüßing

### „Junge und Mädchen bei den Schulaufgaben“
- Entstehung: 1936
- Material: Eichenholz
- Standort: Stadtschule Travemünde, Kirchenstraße 3–5

## Christian Daniel Rauch

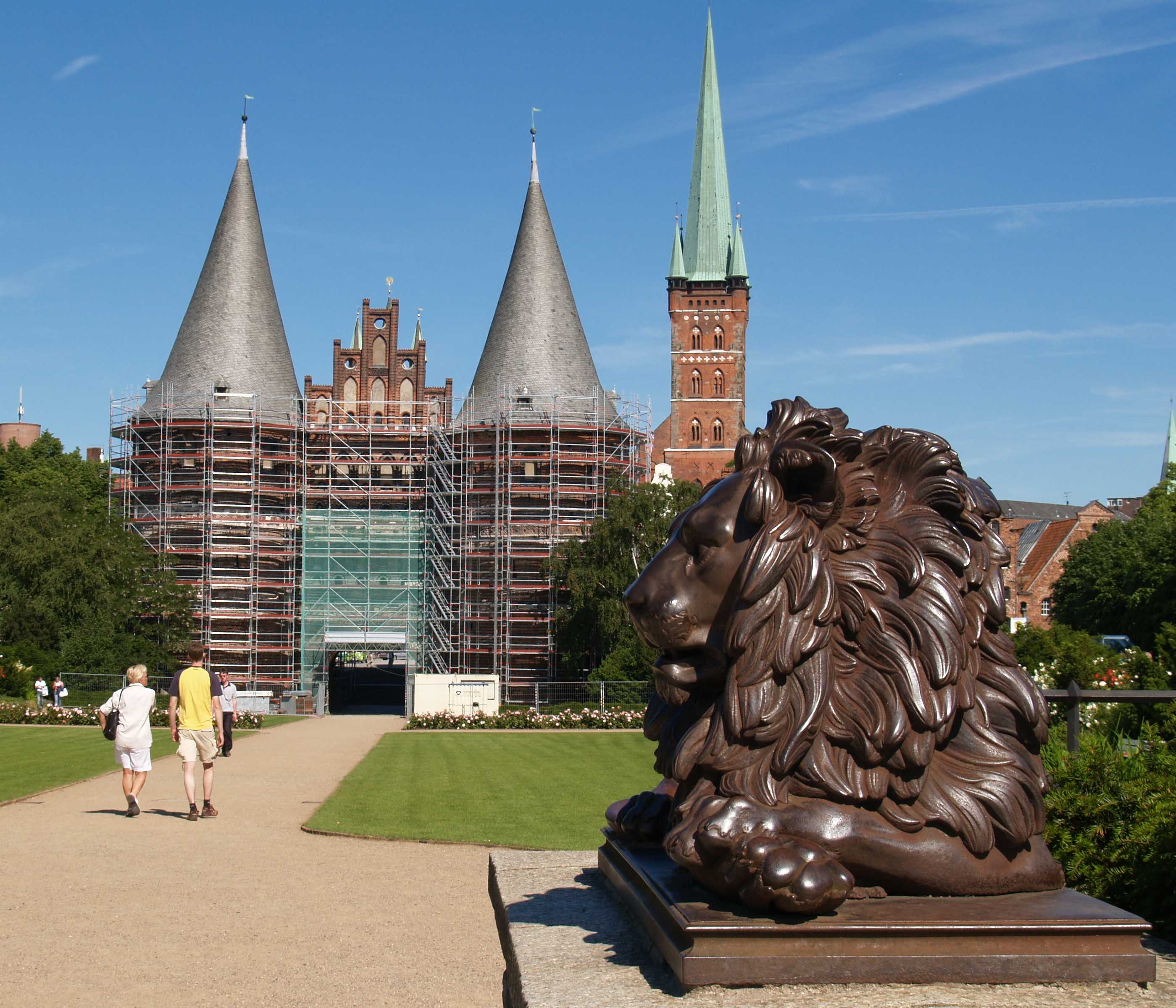
Die eisernen Löwen vor dem Holstentor…
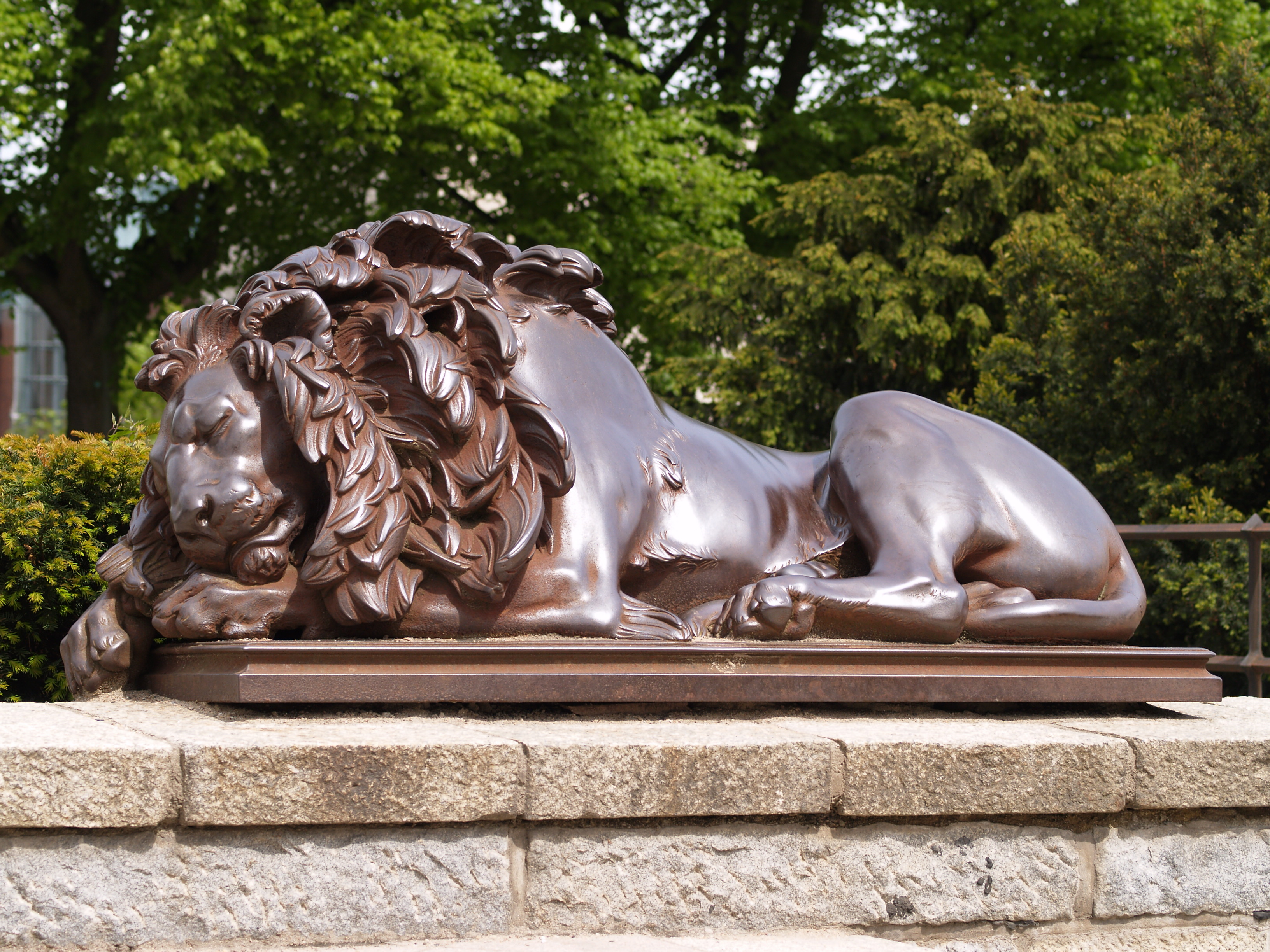
… der linke und…
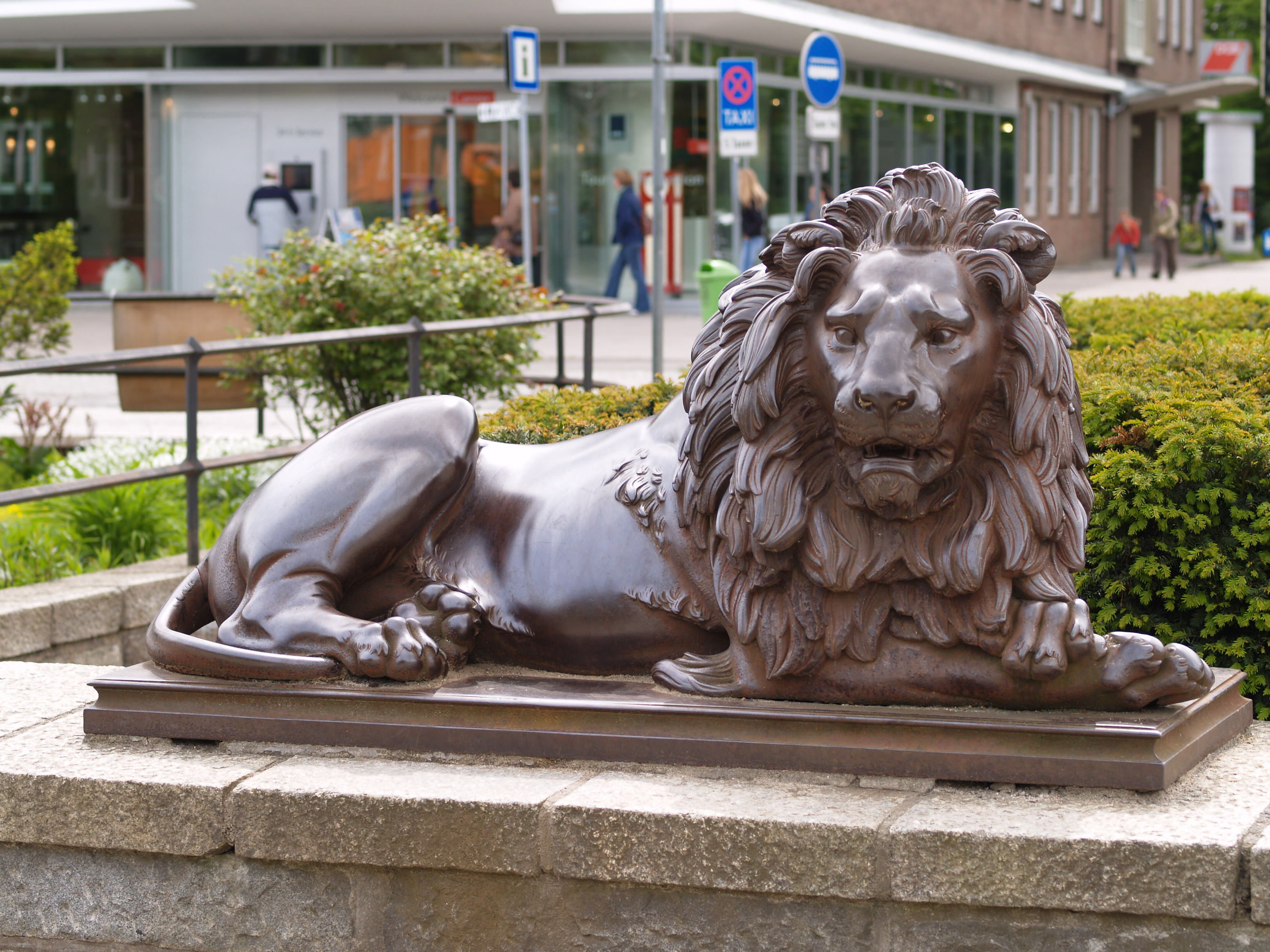
… der rechte,

### Lübecker Löwen
- Entstehung: 1823
- Material: Eisenguss
- Standort: Feldseite des Holstentores

## Franz Reckert

### „Freiplastik“
- Entstehung: 1986
- Material: Muschelkalk
- Standort: Als Kunst am Bau auf dem Schulhof der Brüder-Grimm-Schule in Lübeck-Moisling

### „Technisches Signal“
- Entstehung: 1985
- Material: Edelstahl
- Standort: Kunst am Bau der Oberpostdirektion Hamburg, Postwerkstatt am Neuhof in Lübeck-St. Lorenz
- Verbleib: klären

## Günter Ferdinand Ris

### „Buchwand“
- Entstehung: 1981
- Material: Edelstahl
- Standort: Campus der Universität zu Lübeck bei der Zentralbibliothek

### Edelstahl Wandrelief
- Entstehung: 1970
- Material: Edelstahl
- Standort: Kunst am Bau, finanziert durch die Possehl-Stiftung, am Städtischen Jugend- und Freizeitheim in Moisling

## Georg Roemer
- Das Theater Lübeck in der Beckergrube wurde im Jugendstil 1908 durch den Architekten Martin Dülfer neu errichtet. Die Reliefs im Hauptgesims der Sandsteinfassade sind eine Arbeit Georg Roemers. Das Mittelfeld stellt Apollo und die neun Musen dar, jeweils seitlich Komödie und Tragödie. Die das Giebeldreieck tragende Gruppe von Karyatiden und Atlanten ist eine Arbeit des Bauplastikers Karl Weinberger.
- Einer der ersten Gedenksteine des örtlichen Ehrenfriedhofs

- Entstehung: 1915
- Material: Muschelkalk
- Standort: Lübecker Ehrenfriedhof

## Winni Schaak
- Wellenlauf
- Entstehung: 2012
- Material: Cortenstahl
- Standort: Lübeck-Schlutup, Am Schlutuper Markt/Mecklenburger Straße[5][6]

## Sven Schöning
- Miteinander – Figurengruppe am neuen Kaufhof
- Material: Bronze
- Vor dem neuen Kaufhof der Neuen Lübecker

## HD Schrader
- Kubische Objekte
- Material: Rot lackierter Schiffbaustahl
- Standorte:
  - Vor dem Burgtor,
  - Koberg Ecke Königstraße

## Thomas Schütte
- Figurengruppe Die Fremden
- Material: Glasiertes Terrakotta
- Standort: Auf der Dachecke der Musik- und Kongresshalle zur Trave gegenüber der Beckergrube

## Pierre Schumann
- Freiplastik
- Entstehung: 1976
- Material: Stahl
- Standort: Technische Hochschule Lübeck, Stephensonstraße 3

## Hans Schwegerle

### „Christus“
Herrmann Paulig bereicherte 1908 die Außenfassade der Kirche in St. Lorenz um eine 2,20 m hohe Statue. Ursprünglich sollte dem Namen der Kirche entsprechend ein heiliger Lorenz aufgestellt werden. Schließlich entschied man sich aber für eine Christus-Statue. Dem St.-Annen-Museum seiner Vaterstadt schenkte der Künstler eine kleinere Version der Statue.
- Entstehung: 1908
- Material: Muschelkalk
- Standort: St. Lorenz-Kirche

### „St. Joseph“
- Entstehung: 1908
- Material: Muschelkalk
- Standort: Nordostecke des Katholischen Gesellenhauses neben der Propsteikirche an der Parade

### „Knabe mit Reifen“
- Entstehung: 1930
- Material: Bronzeguss auf einer Granitsäule in Klinker-Brunnenanlage
- Standort: Auf dem Spielplatz am Kaisertor steht in den Lübecker Wallanlagen sein Knabe mit Reifen auf einer Brunnensäule am Planschbecken.

## Ben Siebenrock
- Zahn der Zeit
- Entstehung: 1983 beim Lübecker Bildhauersymposion
- Material: Carrara-Marmor
- Standort: Seit 2010 Dorothea-Schlözer-Schule, Jerusalemsberg 1–3; frühere Standorte: Westseite von St. Marien, damaliges Krankenhaus auf dem Priwall, Fischstraße[7][8]

## Renée Sintenis
- Daphne
- Entstehung: 1930
- Material: Bronze. Die Skulptur, die die einzige von der Künstlerin vergoldete war, wurde von der Bildgießerei Hermann Noack aus Berlin-Friedenau gegossen und von ihr 1961 neu vergoldet.
- Standort: Im Behnhausgarten der Bürgergärten

## Kiki Smith
- Maria Magdalena
- Entstehung: vor 1996
- Material: Bronzeguss

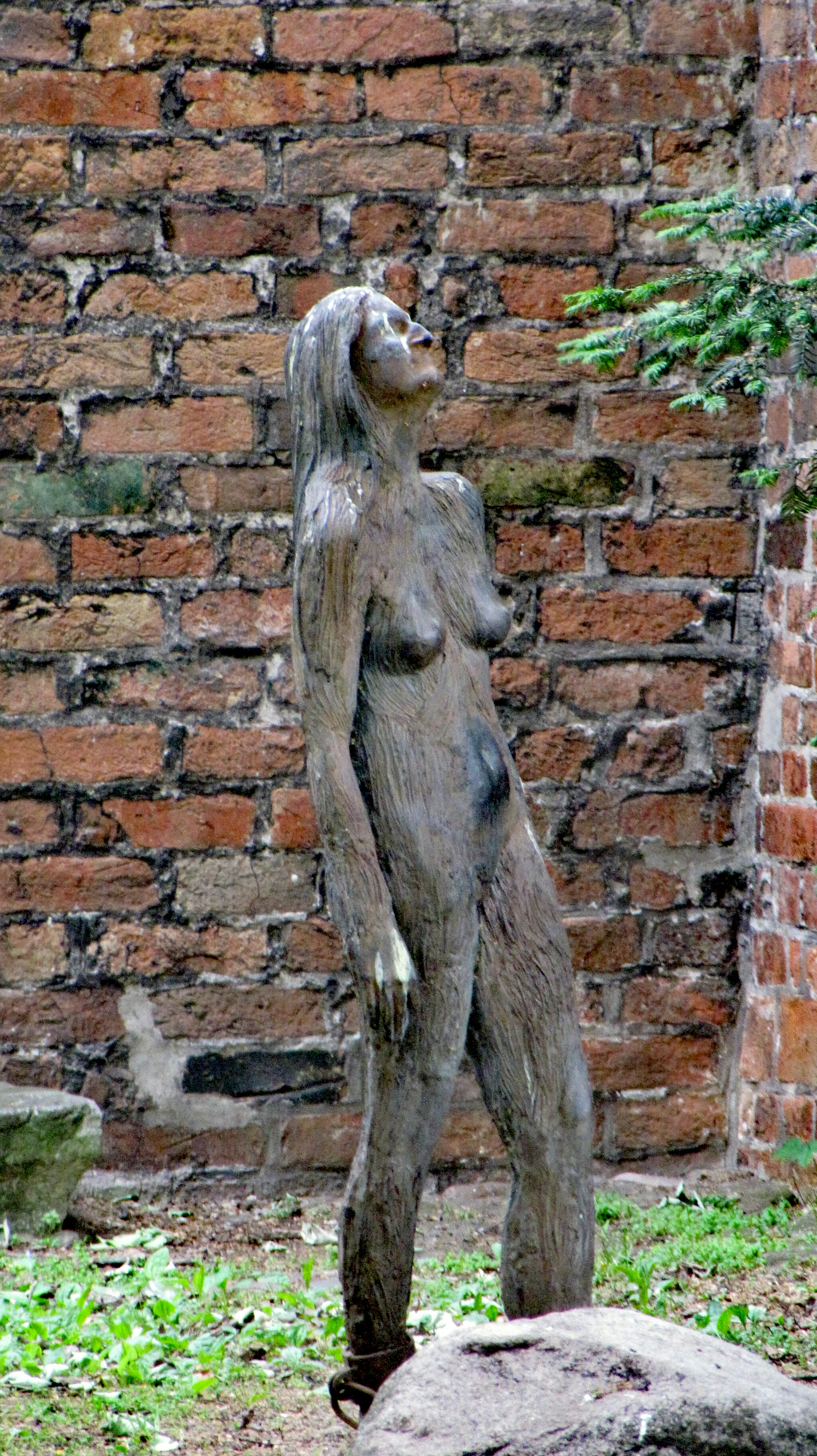
Maria Magdalena

- Standort: Im Hof zwischen Hansemuseum und Burgkloster

## Guillermo Steinbrüggen

### „Der Auseinandersetzer“
- Standort: Alte Nordermole an der Travemünder Strandpromenade

### „Ingenium“
- Entstehung: 1993
- Standort: Alfstraße

## Curt Stoermer

### Sgraffito
- Sgraffito-Darstellungen
- Standort: an zahlreichen Anfang der 1950er Jahre erbauten Wohnblöcken am Kaufhof und entlang der Brandenbaumer Landstr.

### Lübeck-Siegel
- Leicht abstrahierte Darstellung des mittelalterlichen Stadtsiegels Lübecks aus verschiedenen Materialien (Mosaik, Eisen)
- Standort: an der Ostwand des Polizeireviers I in der Mengstraße/Ecke Fünfhausen

## Ignatius Taschner
- Element Feuer und drei weitere Elemente in den Bogenzwickeln der Puppenbrücke aus der Vier-Elemente-Lehre
- Entstehung: 1907–1908
- Material: Elbsandstein aus Sachsen
- Standort: Puppenbrücke in den Lübecker Wallanlagen vor dem Holstentor.

## Peter Turpin

### „Dienst an der Pforte“
- Stelengruppe
- Entstehung: 1994
- Material: Gestrichenes Metall
- Standort: Willy-Brandt-Allee zwischen Musik- und Kongresshalle und Hotelgebäude

### „Lichtplastik“
- Entstehung 2008
- Material: Computergesteuerte LED-Leuchten in Granitkanälen unter Glasabdeckung
- Standort: In der Pflasterung des Koberg
- Abriss: Oktober 2010[9]

## Georg Weiland

### „Die fünf Fakultäten“
- Entstehung: 1965
- Material: Bronze
- Standort: Über dem Portal der Lübecker Volkshochschule in der Hüxstraße

### „Das Ohr“
- Entstehung: 1973
- Material: Beton mit einer Kugel aus Edelstahl
- Standort: Akademie für Hörgeräte-Akustik

### „Vegetative Formen“
- Entstehung: 1973
- Material: Beton
- Standort: Außenstelle der Stadtbibliothek in Lübeck-Kücknitz

### „Adam und Eva“
- Entstehung: 1973
- Material: Beton
- Standort: Vorgarten eines Privathauses am Moltke-Platz

## Günter Wiese

### „Große Zieltafel“
- Entstehung: 1987
- Material: Edelstahl
- Standort: Vor dem Landesbetrieb Straßenbau und Verkehr SH, Jerusalemsberg 9

## Unbekannte Künstler

### „Mars“
Der Römische Kriegsgott Mars findet sich in Stein gearbeitet an der Nordfassade des Zeughauses.
- Entstehung: ?

### „Hygieia“
Hygieia war in der Mythologie die Tochter des Asklepios
- Entstehung: erste Hälfte 19. Jahrhundert
- Material: Carrara-Marmor
- Standort: Sana-Kliniken (Ehemaliges Krankenhaus Süd)

### „Madonna“
- Entstehung: Wohl erste Hälfte 19. Jahrhundert
- Material: ?Marmor
- Standort: Über dem Eingang des Marienkrankenhauses, Parade